# Jacobus Johannes Krever
Jacobus Johannes Krever (Tilburg, 1824 – 1891) was een Nederlands dirigent, organist, pianist en violist.

## Levensloop
Krever kreeg opleiding voor viool, piano en orgel. Hij was muziekonderwijzer (1869-1873) en dirigent bij de Nieuwe Koninklijke Harmonie uit Tilburg van 1874 tot 1882. Vanaf 1883 leidt  hij de fanfare L'Echo des Montagnes (nu harmonie) op Korvel en is daar onderwijzer op de muziekschool. Verder is hij dirigent van de Koninklijke Harmonie "Sophia's Vereeniging" te Loon op Zand. Hij geeft ook privé-lessen voor viool en piano.
Ook als vader moet hij een goed muziekpedagoog geweest zijn, omdat zijn zonen Arnoud als pianist, Jacques als cellist en Peter als klarinettist op de voorgrond getreden zijn. Na zijn overlijden in 1891 neemt Jacques, die als cellist in Parijs werkzaam is geweest, de functies van zijn vader over.